# Saramacca (district)
Saramacca est un district du Suriname situé au nord du pays. Son chef-lieu est Groningen (en). Saramacca a une population de 17 480 habitants et une superficie de 3 636 km².

## Histoire
En 1626, une colonie d'environ 500 personnes venues de La Rochelle en France s'est installée sur le fleuve Saramacca avant de déserter le site en 1629, selon les écrits du colonel John Scott. Les Français reviennent dix ans plus tard, au nombre de 400, pour trois ans de nouveau mais sont exterminés par les Amérindiens en 1642 tandis qu'en 1643, ce sont 300 Anglais qui s'installent. Ils sont à leur tour éliminés par les Indiens.
En 1790 , le poste militaire de Groningue est fondée. Les premières plantations sont Catharina Sophia (du nom de l'épouse de l' ancien gouverneur Jurriaan François de Frederici) et La Prevoyance . Il y a alors une industrie sucrière florissante. D'autres plantations sont ensuite construites : Hamburg, Bethune, Frankfort, Calcutta sur la rive gauche, et Uitkijk, Sara-Maria, Bombay en Huwelijkszorg sur la rive droite de la Saramacca.

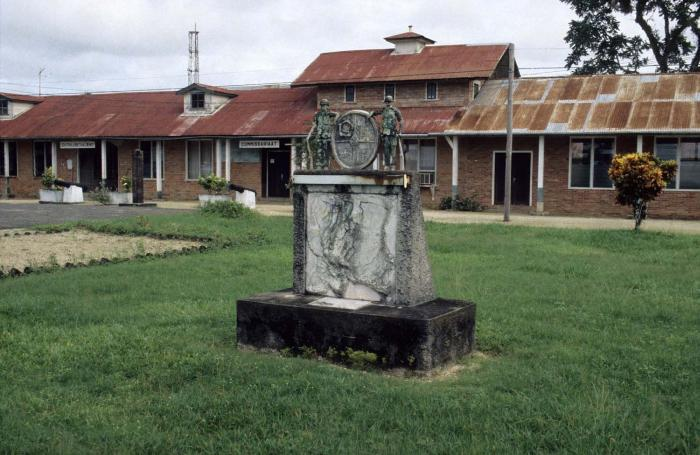
Faire glisser. Monument à la mémoire de la Révolution "le jour de la libération et du renouveau" (25 février 1980)

## Municipalités
Saramacca comporte six municipalités (en néerlandais : ressorten) :
- Calcutta ;
- Groningen (nl) ;
- Jarikaba ;
- Kampong Baroe ;
- Tijgerkreek ;
- Wayamboweg.